# Dom Bedos de Celles
François Lamathe Bedos de Celles de Salelles, detto Dom Bedos de Celles (Caux, 24 gennaio 1709 – Abbazia di Saint-Denis, 25 novembre 1779), fu un monaco benedettino, un fabbricante di organi e probabilmente anche un organista, che curò parecchi grandi strumenti in varie chiese francesi: la chiesa di Santa Croce a Bordeaux, la cattedrale di San Giovanni Battista ad Aire, il convento di Saint-Allyre a Clermont-Ferrand, l'abbazia di Saint-Thibéry.

## Biografia
Dom Bedos nacque a Caux, diocesi di Béziers, il 24 gennaio 1709, da una famiglia di antichissima nobiltà il cui stemma era così definito: In rosso, con tre crescenti d'argento, sormontati da tre stelle uguali, all'orlo di otto conchiglie d'argento. La sua famiglia possedeva un dominio, di cui egli si disfece una volta presi gli ordini, presso Clermont-l'Hérault e oggi sommerso sotto le acque del Lago del Salagou; ma il piccolo villaggio di Celles si può sempre visitare. François fece i suoi studi umanistici al collegio degli oratoriani di Pézenas e ricevette la tonsura e i primi quattro ordini minori dalle mani di monsignor de Rousset, vescovo di Béziers, tra il 1720 e il 1725. Deve l'appellativo «Dom» alla sua appartenenza all'ordine religioso dei benedettini di Saint-Maur, ed è alla Dorata, a Tolosa, che effettuò il suo noviziato e fece la sua professione di fede nel 1726 all'età di 17 anni.
Organaro riconosciuto, fu chiamato su numerosi cantieri per costruire (raramente), riparare, saggiare (spesso) o consigliare altri fabbricanti di organi: chiesa di Santa Croce a Bordeaux dal 1744 al 1748, abbazia benedettina di Saint-Allyre a Clermont-Ferrand dal 1748 al 1751, Saint-Thibéry (1750-1751) (attualmente organo della basilica di Nostra Signora delle Tavole a Montpellier), Aire-sur-l'Adour nel 1758, abbazia di Saint-Sever-de-Rustan (1760) oggi a Castelnau-Magnoac, Le Mans, Narbona, Pézenas, Sarlat-la-Canéda, Tolosa, Tours, ecc. Amico del fabbricante François Lépine, di Tolosa, prese le parti del suo giovane figlio Jean-François contro il suo vecchio padre che ritardava il suo insediamento, contestò Guillaume Monturus quando il suo lavoro lasciava a desiderare e soall son travail spalleggiò con l'occasione Jean-Pierre Cavaillé, che sarebbe stato il nonno di Vincent e d'Aristide Cavaillé-Coll.
Matematico e geometra erudito, Dom Bedos fu corrispondente dell'Accademia reale delle scienze nel 1758 e, l'anno sefuente, fu eletto all'Accademia di Bordeaux. Nel 1760 pubblicò La Gnomonique pratique ou l'Art de tracer les cadrans solaires avec la plus grande précision (La gnomonica pratica o l'Arte di tracciare le meridiane con la più grande precisione), uno dei migliori trattati di gnomonica. Questa pubblicazione beneficiò del patronato del Segretario perpetuo dell'Accademia delle scienze, Jean-Paul Grandjean de Fouchy, creatore della curva a otto, dedotta dall'equazione del tempo e che permetteva di leggere direttamente il tempo medio su una meridiana. Jean-Paul era organista come lo fu anche suo padre Philippe, incisore di re Luigi XIV. Dom Bedos fu ringraziato nella sua prefazione da Dudin, l'autore de L'Art du relieur et du doreur de livres (L'Arte del rilegatore e del doratore di libri), e da André-Jacques Roubo (L'Art du menuisier [L'Arte del falegname]) nella raccolta delle Descriptions des arts et métiers faites ou approuvées par MM. de l'Académie des Sciences (Descrizioni delle arti e mestieri fatte o approvate dai Sigg.ri dell'Accademia delle scienze) (di Parigi) che avrebbe pubblicato la sua grande opera, L'Art du facteur d'orgues (L'Arte del fabbricante d'organi).

## Il suo trattato
Nel 1763, si ritirò di fatto nell'abbazia benedettina di Saint-Denis e, su domanda dell'Accademia reale delle scienze di Parigi, (dove Duhamel du Monceau era assai attivo) e cominciò la redazione di un trattato teorico e pratico di fabbricazione di organi che avrebbe assorbito gli ultimi anni della sua vita. Pubblicato dal 1766 al 1778, L'Art du facteur d'orgues è una somma monumentale sull'organo classico francese del XVIII secolo che ha ancora autorità presso i fabbricanti di organi contemporanei. La prima parte apparve nel 1766 (era stata terminata nel 1765), la seconda e la terza nel 1770, la quarta, con la prefazione generale (che occorre rileggere all'inizio), l'indice e un importante dizionario dei termini tecnici, nel 1778. Alla fine di ogni parte figurano «Correzioni e aggiunte» che occorre prendere il tempo di riportare a mano nel corpo dell'opera, se si vuole viaggiare in tutta sicurezza; e questo vale evidentemente per tutte le edizioni in «fac-simile» moderne.
L'Art du facteur d'orgues fu riedita nel 1849 nell'Enciclopedia Roret, sotto il titolo Nouveau Manuel complet du facteur d'orgues (Nuovo Manuale completo del fabbricante di organi) amputato della sua quarta parte (organi a cilindri, tonotecnica) ma accresciuto con l'esposizione dei «perfezionamenti realizzati durante la prima metà del XIX secolo» e con un dizionario biografico dei fabbricanti di organi, da Marie-Pierre Hamel. Una seconda edizione di questo manuale fu pubblicata nel 1903, completata da L'Orgue moderne (L'Organo moderno), redatto da Joseph Guédon: l'interesse di queste riedizioni risiede soprattutto nel fatto che le misure vi sono tradotte nel sistema metrico. Le plance - salvo le ultime - sono quelle di Hamel, ridisegnate per la maggior parte secondo Dom Bedos, ma in riduzione; il volume di testo passa al formato in 4° invece dei tre piccoli in 16° dell'edizione del 1849. L'edizione originale del 1766/1778 è stata più volte riedita in fac-simile (Bärenreiter, Laget, Slatkine ecc.) e tradotta tanto in inglese che in tedesco e in italiano presso diversi editori.
Dom Bedos morì nell'abbazia di Saint-Denis il 25 novembre 1779. Nelle sue Memorie, Ferdinand-Albert Gautier, organista di questa abbazia dal 1763 al 1793, parla di lui in questi termini: «Era un uomo di grandissimo merito, e che fece onore all'abbazia di Saint-Denis per i suoi alti talenti. (…) Questo artista eccelleva in molteplici generi. Era di un rifinito e di un prezioso assai rari da incontrare, e di cui si fa fatica a farsi una giusta idea. Era un matematico sapiente, faceva lui stesso tutti i suoi attrezzi e strumenti. Non aveva trovato, secondo lui, operai abbastanza preziosi per farglieli fare secondo i suoi desideri. Infine, era uno di quegli uomini utili alla Società e che univa a ciò le qualità di un buon religioso: dolce, affabile, cortese e molto laborioso, essendo stimato dai sapienti e godendo della migliore reputazione acquisita per la superiorità dei suoi talenti, e di cui non si vantò mai.»
Il recente restauro (meglio varrebbe, forse, dire «ricostituzione») dell'organo di Dom Bedos alla Santa Croce di Bordeaux da parte di Pascal Quoirin è come l'illustrazione de L'Art du facteur d'orgues, un'opera imperitura divenuta la Bibbia dell'organo classico francese: tutto vi è dettagliato, dal modo di fare una canna agli attrezzi più adatti al minimo gesto. Sul piano del «buon gusto», tanto nell'estetica delle casse che nella composizione delle esecuzioni e nella loro armonizzazione, l'autore sa spiegare nella lingua più chiara possibile, e guidare senza sentenziare in modo perentorio. Confessa di non conoscere ciò che si pratica fuori della Francia, ma tra le sue numerose e belle plance - incise sul cuoio, alcune per il suo giovane amico André-Jacques (o Jacob) Roubo - tiene a far figurare l'organo Gabler di Weingarten al fianco del «Grande 16' o 32' francese in mostra» che ha disegnato con Roubo e, senza dubbio, sognato di costruire un giorno.
Al suo trattato è ispirato l'organo Dom Bedos-Roubo costruito nel 2004-2009 da Barthélemy Formentelli per la chiesa di San Domenico a Rieti.

## Opere
- L'Art du Facteur d'Orgues. Ristampa dell'edizione originale di Parigi, 1766-1778, Slatkine, 2004, ISBN 2051019398, ISBN 978-2051019392
- La Gnomonique pratique ou l'Art de tracer les cadrans solaires avec la plus grande précision, Parigi, 1760
- Resoconto sul nuovo organo di Saint-Martin de Tours in Le Mercure de France (1762)